# Madawaska (povodí řeky svatého Jana)
Madawaska teče z jezera Témiscouata v Québecu a ústí do řeky řeky svatého Jana u Edmundstonu v Novém Brunšviku.
Jméno řeky pochází zřejmě z algonquinského slova „Madoueskak“, značícího „zemi ursonů“.
Řeka tvoří součást vodní cesty zvané Témiscouata Portage, spojnice, po níž plynula doprava kanooemi a po zemi od zálivu Fundy k řece svatého Vavřince, datované již k poslední čtvrtině 17. století. Na této trase byla roku 1862 zbudována cesta, dnešní silnice Route 185 a součást Transkanadské dálnice. V roce 1886 podél ní byla zbudována Témiscouatská železnice. Počátkem 20. století byla řeka intenzívně využívána k plavení řezaného dřeva a klád dolů do Nového Brunšviku.
Zdejší meziprovinční park Petit Témis Interprovincial Linear Park je ustanoven nad železniční tratí vedoucí z Edmundstonu do Cabana součásti opuštěného železničního koridoru společnosti CN původně postaveného železniční společností Temiscouata Railway.